# Bogád Antal
Bogád Antal István (Budapest, 1944. március 28. –) magyar költő, publicista, keresztény-konzervatív közéleti személyiség.

## Élete
Édesapja építészkalkuláns, édesanyja cukrász volt. Bár aktívan az 1956-os forradalomban nem vett részt, emlékeit egy esszében megörökítette. A közéletben 1983-tól vett részt, amikor a demokratikus ellenzék munkájába bekapcsolódott. 1986-ban aláírója volt a kelet-európai ellenzékiek által készített Memorandumnak. A rendszerváltás után aktívan tevékenykedett  Magyarországon azért, hogy állítása szerint valódi rendszerváltás történjék, mert szerinte az addigi elit átmentette hatalmát a gazdaságba.

## Politikai munkássága
Az 1994-es kormányváltás után, mikor az MSZP és az SZDSZ került hatalomra, Bogád több írásában kifejtette, miszerint az ország banánköztársasággá silányodott. Részt vett több olyan tiltakozáson is, melyek szerint a magyarságot tudatosan tönkreteszik, elsorvasztják. Rendszeres publicistája a radikális jobboldalhoz sorolt Rendszerváltó fórumnak, a Nemzeti Hírhálónak, valamint a Váralja Szövetségnek.

## Családja
Csepelen lakik. Nős, négy felnőtt fiúgyermek édesapja.

## Főbb művei
- Őszi üzenet; grafika Lázár Ervin; ABC Szamizdat, Bp., 1990
- Őszi üzenet; grafika Komáromi János; szerzői, Bp., 1990
- Ki volt Dr. Krassó György?
- Tizenkét évesen a Forradalomban, emlékeim 1956-ról
- A felemás rendszerváltozás társadalmi vetülete.
- A Gyöngyvirághoz verseskötet önkiadás Komáromi János grafikáival illusztrálva Budapest, 2002.
- A Gyöngyleányhoz verseskötet, 2007. Illusztráció: Komáromi János